# Детектив (жанр)
Детекти́в (англ. detective — «агент розшуку», з лат. detectio — «розкриття») — різновид творів масової культури (прозаїчні твори, кінофільми, комікси), в яких розкривається певна таємниця, пов'язана зі злочином. Серед представників цього жанру — Едгар По, Вілкі Коллінз, Артур Конан Дойл, Агата Крісті, Ерл Стенлі Ґарднер та ін. Улюбленцями багатьох читачів стали Нат Пінкертон, Нік Картер, Перрі Мейсон і особливо Шерлок Холмс, чиї розслідування досить заплутаних справ не позбавлені інтелектуальної гри.
В українській літературі інтерес до детективу виник у 20-ті роки (Майк Йогансен, Юрій Смолич та ін.). Пізніше, у 30-ті роки, цей жанр помітно вульгаризувався, перейнявся пафосом хворобливої «шпигуноманії», притаманної тоталітарним суспільствам.

## Визначення
Основна ознака детективу як жанру — наявність у творі якоїсь загадкової події, обставини якої невідомі і мають бути з'ясовані. Найчастіше описувана подія — це злочин, хоча є детективи, в яких розслідують події, що не є злочинними (так, в «Записках про Шерлока Холмса», які звичайно відносять до жанру детективу, в п'яти розповідях з вісімнадцяти злочину немає).
Суттєвою особливістю детективу є те, що справжні обставини події не повідомляються читачеві, принаймні, в повному обсязі, до закінчення розслідування. Замість цього, читач проводиться автором через процес розслідування, отримуючи можливість на кожному його етапі будувати власні версії й оцінювати вже відомі факти. Якщо у творі одразу описують всі деталі події, або ця подія не містить нічого загадкового, то його вже варто віднести не до чистого детективу, а до споріднених жанрів (бойовик, поліцейський роман тощо).

## Історія та розвиток жанру
Зачинателями даного жанру називають найчастіше чотирьох письменників — Едгара По, Артура Конан-Дойла, Гілберта Кіта Честертона і Вілкі Коллінза. Інколи до зачинателів жанру зачисляють і французького письменника Еміля Габоріо, хоча деякі спеціалісти називають його письменницький талант і його вклад загалом у розвиток даного жанру доволі скромним. Перші троє письменників працювали в жанрі оповідання і повісті, а останній вніс детективну основу в сюжети багатьох своїх романів. Проте в його романах помітний вплив готичного роману як жанру загалом — це і таємнича, і дещо містична атмосфера, всемогутній злодій, загадкові персонажі («Жінка в білому»). Але вже в «Місячному камені» чітко простежуються характерні риси і традиції, що й досі збереглись у детективному жанрі.
Історія детективного жанру простежується з глибокої давнини. Т. Кестхеї вважає, що його елементи виявляють у Біблії (в історії Каїна та Авеля маємо злочин, убивцю, жертву, причину злочину, докази, спробу приховати злочин, навіть знаряддя вбивства; цар Соломон влаштовує психологічну пастку псевдоматері тощо). Є. Мелетинський називає елементи жанру детективу в казках «Тисячі й однієї ночі», в середньовічній китайській новелістиці типу «хуабень». Простежуючи традиції детективного жанру, накопичування елементів, необхідних для його формування, дослідники Я. Маркулан, Т. Кестхеї та ін. називають імена Шекспіра, Вольтера, Бомарше, Годвіна, Діккенса, Оноре де Бальзака. На думку Є. Мелетинського, найближче до створення зразка детективного жанру підійшов Е. Т. А. Гофман у своїй новелі «Мадемуазель де Скюдері» (1818), де є і таємниця, і розслідування злочину, але «відсутній персонаж детектив, який уже мав місце в китайських новелах типу хуабень».
«Датою народження» жанру детективу вважається 20 квітня 1841 року, коли було вперше надруковане оповідання Едгара По «Вбивство на вулиці Морг», а згодом «Таємниця Марі Роже» (1843) і «Украдений лист» (1844), спільним головним героєм яких був меланхолійний приватний детектив та інтелектуал Дюпен. Деколи до зразків детективного жанру зараховують ще дві новели По: «Золотий жук» (1843) і «Ти єси муж, який сотворив сіє» (1844). Перших літературних слідчих дослідниця Ірина Києнко називає «лицарями дедукції», а їхнє життя підпорядковане єдиній меті — розслідуванню. Ані в Огюста Дюпена, ані в детектива Каффа (Колінз), ані в Шерлока Холмса (Конан-Дойл), а тим більше у патера Брауна (Честертон), а трохи пізніше і в Еркюля Пуаро та міс Марпл (Агата Крісті) не було родин і практично не було любовних стосунків. У наш час ця традиція практично не збереглась у детективній літературі, хоча Ван Дейк ще 1928 році у своїх «Двадцяти правилах для авторів детективних творів» стверджував, що справжній детективний роман не повинен містити ніякої любовної інтриги. Проте це правило не дотримується той самий Коллінз практично у всіх своїх роман спираючись на літературні традиції Чарльза Дікенса. Любовна історія — жіночий еквівалент пригодницької історії. Багато формул цього типу зосереджуються на подоланні закоханими соціальних чи психологічних бар'єрів.

## Особливості жанру
Важлива риса класичного детективу — повнота фактів. Розгадка таємниці не може будуватися на відомостях, які не були представлені читачеві в ході розслідування. До моменту, коли розслідування закінчиться, читач повинен мати досить інформації для того, щоб на її основі самостійно знайти рішення. Можуть приховуватися лише окремі незначні подробиці, які не впливають на можливість розкриття таємниці. В кінці розслідування всі загадки повинні бути розкритті, на всі запитання мають бути знайдені відповіді.
Ще кілька ознак класичного детективу назвав Н. Н. Вольський («світ детективу набагато більше впорядкований, чим реальне життя»):
- Буденність обстановки. Умови, в яких відбуваються події детективу, в цілому звичні і добре відомі читачеві (в будь-якому випадку, сам читач вважає, що впевнено в них орієнтується). Завдяки цьому читачеві одразу видно, що є звичайним, буденним, а що — дивним, незвичним.
- Типовість поведінки персонажів. Персонажі значною мірою позбавлені своєрідності, їх психологія і поведінкові моделі достатньо прозорі, передбачувані, а якщо вони мають які-небудь особливі якості, то вони одразу впадають в око читачеві. Також стереотипні мотиви вчинків (в том числі — мотиви злочинів) персонажів.
- Існування апріорних правил побудови сюжету не завжди відповідає реальності. Наприклад, у класичному детективі оповідач і слідчий в принципі не можуть виявитися злочинцями.

Цей набір особливостей звужує поле можливих логічних побудов на основі відомих фактів, полегшує читачеві їх аналіз. Хоча не всі підвиди детективу точно відповідають даним правилам.
Варто відзначити ще одне обмеження, якого практично завжди дотримується класичний детектив — неможливість випадкових помилок і збігів. Наприклад, у реальному житті свідок може говорити правду, може обманювати або бути обманутим, може помилятися (випадково переплутати дати, суми, прізвища). У детективі остання можливість виключена — свідок або правий, або ні, або в його помилки мають логічне пояснення.

## Типові персонажі
Слідчий — той, хто безпосередньо займається розслідуванням. Ним можуть бути абсолютно різні люди: службовці правоохоронних органів, приватні детективи, родичі, друзі, знайомі, інколи — зовсім випадкові люди. Слідчий не може виявитися злочинцем. Його фігура — центральна в детективі.
Слідчий-професіонал — працівник правоохоронних органів. Він може бути експертом дуже високого рівня, а може — і звичайним, яких є багато, працівником поліції. У другому випадку, у складних ситуаціях інколи звертається за порадою до консультанта (див. нижче).
Приватний детектив — для нього розслідування злочину — основна робота, але він не працює в поліції, хоча може бути поліцейським на пенсії. Як правило, він висококваліфікований, діловий і енергійний. Часто приватний детектив стає центральною фігурою, а для підкреслення його якостей в дію можуть вводиться слідчі-професіонали, які постійно роблять помилки, піддаються на провокації злочинця, йдуть по неправильних слідах і підозрюють невинних. Використовується протиставлення «самотній герой проти бюрократичної організації та її чиновників», в якому симпатія автора і читача виявляється на боці героя.
Слідчий-аматор — те саме, що і приватний детектив, з різницею в тому, що розслідування злочину для нього — не професія, а хобі, до якого він звертається лише час від часу. Окремий підвид слідчого-аматора — випадкова людина, яка ніколи не займалася подібною діяльністю, але змушена вести розслідування через гостру потребу, наприклад, щоб врятувати несправедливо звинувачену близьку людину або зняти підозри з самого себе. Слідчий-аматор, наближаючи розслідування до читача, дозволяє думати що «я теж міг би в цьому розібратися». Одна з умов детективів зі слідчими-аматорами (таких як міс Марпл) — в реальному житті людині, якщо вона не займається розслідуванням професійно, навряд чи зустрінеться стільки злочинів і загадкових подій.
Злочинець — здійснює злочин, замітає сліди, намагається протидіяти розслідуванню. У класичному детективі фігура злочинця стає відомою лише в кінці розслідування, до цього моменту злочинець може бути свідком, підозрюваним або постраждалим. Інколи дії злочинця описуються і в ходу основної дії, але таким чином, щоб не розкрити його особистість і не повідомити читачеві відомостей, які не можна було б отримати в процесі розслідування з інших джерел.
Постраждалий — той, проти кого здійснено злочин або той, хто постраждав в результаті загадкової події. Один зі стандартних варіантів розв'язки детективу — потерпілий сам виявляється злочинцем.
Свідок — особа, яка володіє деякими відомостями про предмет розслідування. Злочинець нерідко вперше описується в розслідування, як один зі свідків.
Компаньйон слідчого — людина, яка постійно контактує з ним, бере участь в розслідуванні, але не володіє здібностями і знаннями слідчого. Він може допомагати в розслідуванні, але основне його завдання — більш чітко показувати надзвичайні здібності слідчого на фоні середнього рівня звичайної людини. Крім цього, компаньйон потрібен, щоб ставити слідчому запитання і вислуховувати його пояснення, даючи читачу можливість прослідкувати хід думок детектива і звертати увагу на окремі моменти, які сам читач міг би пропустити. Класичні приклади таких компаньйонів — доктор Ватсон у Конан Дойля й Артур Гастінгс в Агати Крісті.
Консультант — людина, яка володіє вираженими здібностями щодо ведення розслідування, але сама в ньому безпосередньо участі не бере. У детективах, де виділяється окрема фігура консультанта, вона може бути головною (наприклад, журналіст Ксенофонтов в детективних розповідях Віктора Проніна), а може виявитися просто епізодичним порадником (наприклад, вчитель слідчого, до якого той звертається за допомогою).
Помічник — сам не веде розслідування, але забезпечує слідчого або консультанта відомостями, які здобуває сам. Наприклад, експерт-криміналіст.
Підозрюваний — в процесі розслідування виникає припущення, що саме він здійснив злочин. З підозрюваним автори поступають по-різному, один із часто практикуючих принципів — «ні один з одразу запідозрених не є справжнім злочинцем». Тобто всі, ті кого спочатку підозрювали, виявляються невинними, а справжній злочинець той, кого ні в чому не підозрювали. Проте, даному принципу дотримуються далеко не всі автори. В детективах Агати Крісті, наприклад, міс Марпл неодноразово говорить, що «в житті, зазвичай той, кого запідозрили першим, і є злочинець».

## Правила для тих, хто пише детективи
1928 року англійський письменник Стівен Ван Дайн опублікував свій перелік літературних правил, назвавши його «20 правил для тих, хто пише детективи»:
1. Забезпечити читачеві рівні зі слідчим можливості розкриття таємниць, для чого ясно і точно повідомити про всі шляхи викриття.
2. Стосовно читача дозволено лише такі трюки й обман, які може застосовувати злочинець щодо слідчого.
3. Кохання заборонене. Історія повинна бути грою в схованки не між закоханими, а між детективом і злочинцем.
4. Ні детектив, ні інший професіонал, який займається слідством, не може бути злочинцем.
5. До викриття повинні вести логічні висновки. Випадкові або необґрунтовані зізнання неприпустимі.
6. У детективі не може бути відсутнім слідчий, який методично розшукує докази, що допомагають у розкритті злочину, в результаті чого приходить до вирішення загадки.
7. Обов'язковий злочин у детективі — вбивство.
8. При розкритті даної таємниці потрібно виключити всі надприродні сили і обставини.
9. В історії може діяти лише один детектив — читач не може конкурувати одразу з трьома-чотирма членами естафетної команди.
10. Злочинець повинен бути одним із більш-менш важливих дійових осіб, добре відомих читачеві.
11. Неприпустиме дешеве рішення, при якому злочинцем виявиться хтось із прислуги.
12. Хоча у злочинця може бути співучасник, але в основному історія повинна розповідати про викриття однієї людини.
13. Таємним і кримінальним організаціям немає місця в детективі.
14. Спосіб здійснення вбивства й методика розслідування повинні бути розумними й обґрунтованими з наукової точки зору.
15. Для кмітливого читача розгадка повинна бути очевидною.
16. У детективі не має бути літературщини, детальних описів характерів, змалювання обстановки засобами художньої літератури.
17. Злочинець у жодному разі не може бути професійним злодієм.
18. Заборонено пояснювати таємницю нещасним випадком або самогубством.
19. Мотив злочину — завжди особистого характеру, він не може бути шпигунською акцією, міжнародними інтригами, метою таємних служб.
20. Автору детективу варто уникати будь-яких шаблонних рішень, ідей.
З часом багато з цих правил порушувались авторами. Наприклад, у романі Агати Крісті «Вбивство в Західному Експресі» діють одразу 12 вбивць-співучасників, а в розповіді «Вбивство в М'юзі» в кінці виявляється, що вбивство насправді було самогубством. Проте багато правил досі не втратили своєї сили.

## Види детективів

### Детектив закритого виду
Підвид, який, зазвичай, найбільш суворо відповідає канонам класичного детективу. Сюжет будується на розслідуванні злочину, який здійснили в усамітненому місці, де перебуває суворо обмежене коло персонажів. Нікого стороннього в даному місці бути не повинно, так що злочин може бути здійснено тільки кимсь з присутніх. Розслідування ведеться кимсь з тих, хто знаходиться на місці вчинення злочину, за допомогою інших героїв.
Цей вид детективу відрізняється тим, що сюжет в принципі виключає необхідність пошуку невідомого злочинця. Підозрювані очевидні, і робота слідчого полягає в тому, щоб отримати про учасників події як найбільше відомостей, на основі яких можна буде виявити злочинця. Додаткова психологічна напруга створюється тим фактом, що злочинцем повинен виявитися хтось з добре відомих людей, з тих, які перебувають поряд і зазвичай не схожі на злочинця. Інколи в детективі закритого виду відбувається ціла серія злочинів (зазвичай — вбивств), в результаті яких кількість підозрюваних постійно зменшується:
- Сиріл Гейр «Чисто англійське вбивство»,
- Агата Крісті «Десять негренят»,
- Борис Акунін «Левіафан».

### Психологічний детектив
Цей вид детективу може дещо відступати від класичних канонів у частині вимог до стереотипної поведінки і типової психології героїв. Зазвичай, злочин, що розслідується, скоєний за особистими мотивами (заздрість, помста), і основним елементом розслідування стає вивчення особистих рис підозрюваних, їх звичок, слабких місць, переконань, забобонів, з'ясування минулого. Існує навіть школа французького психологічного детективу.
- Буало-Нарсежак «Вовчиці», «Та, якої не стало», «Морські ворота», «Окреслене серце»,
- Себастьян Жапрізо «Дама в окулярах і з рушницею в автомобілі»,
- Ноель Каліф «Ліфт на ешафот».
- Колін Декстер серія романів про Морса.

### Історичний детектив
Історичний (або псевдоісторичний) твір з детективною інтригою. Дія відбувається в минулому, або ж у теперішньому розслідується старий злочин.
- Умберто Еко, «Ім'я троянди»
- Роберт ван Гюлік, цикл творів про суддю Ді
- Буало-Нарсежак, «У зачарованому лісі»
- Еллері Квін, «Невідомий рукопис доктора Ватсона»
- Борис Акунін, літературний проєкт «Пригоди Ераста Фандоріна»
- Гілберт Кіт Честертон, цикл творів про отця Брауна
- Ліндсей Девіс, цикл творів про детектива Фалько.

### Іронічнийдетектив
Детективне розслідування описується з гумористичної точки зору. Найчастіше твори, які написані в такому стилі, пародіюють штампи детективного роману.
- Ілля Варшавський, «Пограбування відбудеться о півночі»
- Леонід Каганов, «Майор Богдамир рятує гроші»
- Олександр Козачинський, «Зелений фургон»
- Дональд Вестлейк, «Проклятий смарагд», «Банк, який тріснув»
- Іоанна Хмелевська (більшість творів)
- Дар'я Донцова (усі твори).

### Фантастичнийдетектив
Твір на перетині фантастики і детективу. Дія може відбуватися в майбутньому, альтернативному теперішньому або минулому, в повністю вигаданому світі.
- Станіслав Лем, «Розслідування», «Дізнання»
- Ерік Френк, «Буденна робота», «Оса»
- Хольм ван Зайчик, цикл «Поганих людей немає»
- Кир Буличов, цикл «Інтергалактична міліція» («Інтергпол»)
- Айзек Азимов, цикли Лаккі Старр — космічний рейнджер, Детектив Елайдж Бейлі і робот Даніель Оливо.

### Політичний детектив
Один із досить далеких від класичного детективу жанрів. Основна інтрига будується навколо політичних подій і конкуренції між різними політичними або бізнесовими структурами. Часто буває, що головний герой сам собою далекий від політики, але, розслідуючи справу, наштовхується на перешкоди в розкритті злочину з боку влади або розкривається якийсь заколот. Відмінною особливістю політичного детективу є (хоча і не обов'язково) можлива повна відсутність позитивних героїв, крім головного. Цей жанр нечасто зустрічається в чистому вигляді, але може бути складовою частиною твору.
- Чингіз Абдуллаєв
- Борис Акунін, «Статський радник»
- Віктор Левашов, «Заколот патріотів»
- А. Холл, «Берлінський меморандум» (Меморандум Квіллера).

### Шпигунський детектив
Базується на розповідях про діяльність розвідників, шпигунів і диверсантів, як у воєнний, так і в мирний час. За стилістичними рамками дуже близький до політичних і конспіраторських детективів, часто поєднується в одному і тому самому творі. Основна відмінність шпигунського детективу від політичного полягає в тому, що в політичному детективі важливішу позицію займає політична основа справи, що розслідується й антагоністичні конфлікти, а в шпигунському — увага загострюється на розслідуванні (шпигування, диверсія і т. д.). Конспіраторський детектив можна вважати різновидом і шпигунського, і політичного детективів.
- Агата Крісті, «Кішка серед голубів»
- Джон Ле Карре, «Шпигун, що прийшов з холоду»
- Ян Флемінг, «Джеймс Бонд».

### Крутий детектив
Гангстерський детектив — назва одного з найбільш читаного виду детективів — частіше цей жанр називають «крутий» або «чорний» детектив. Зміни в реальному житті, розширення та посилення професійної злочинності, хвиля гангстеризму і викликали таке явище, як поява в просторому морі пригодницької літератури гангстерського детективу, який посів гідне місце серед своїх побратимів.
У 20-30 роках в США починається новий етап розвитку детективів, з'являється нова школа — «крутий», або гангстерський детектив. Родоначальником його став відомий американський письменник Дешилл Гемметт (1894—1961). Протягом п'яти років (з 1929 по 1934) він написав п'ять романів, кілька повістей і новел, в яких відбилися реалії життя: нові явища в злочинному світі і в діяльності правоохоронних органів США.
Новизна полягала в тому, які масштаби в суспільстві набула злочинність. Вона стала організованою, більш масовою й агресивною, що пронизує всі сфери бізнесу і державної влади, політики та економіки.
- Практично всі твори Дешилла Гемметта, найвідоміший його роман — «Мальтійський сокіл».
- Більшість творів Джеймса Чейза
- Романи Реймонда Чандлера

### Кримінальний детектив
Специфічний жанр детективу, позаяк злочинець відомий і події описуються з його точки зору, а не людей, що його розшукують.
- Джим Томпсон, «Вбивця в мені»